# 제인 버킨
제인 맬러리 버킨(영어: Jane Mallory Birkin, OBE, 1946년 12월 14일~2023년 7월 16일)은 잉글랜드의 싱어송라이터, 배우, 모델이다. 런던 출신인 버킨은 1964년 연극 《Carving a Statue》로 데뷔하였고 미켈란젤로 안토니오니의 영화 <욕망 (1966년 영화)>과 <칼레이도스코프>(1966년)에 단역으로 출연하며 영화 배우의 길에 들어섰다. 1968년 세르주 갱스부르와 영화 <슬로건>에 함께 출연하게 되면서 이후 오랜 기간에 걸친 일과 사적인 관계가 시작된다. 이 둘의 데뷔 앨범 《Jane Birkin/Serge Gainsbourg》(1969년)이 발매되었고 1976년에는 갱스부르가 감독한 논란의 작품 <애욕>에 출연했다. 이밖에도 애거사 크리스티의 추리소설을 영화화한 <나일 살인사건>(1978년)과 <백주의 악마>(1982년) 등 배우로서 여러 영화 활동을 한다.
세르주 갱스부르가 음반 Pull Marine을 프로듀싱하기 직전에 결별하는 바람에 이 음반은 목소리가 비슷한 이자벨 아자니가 본업이 가수가 아님에도 불구하고 제인 버킨 대신 작업했다. 1991년에 미니시리즈 <레드 폭스>와, 1998년 미국 영화 <군인의 딸은 울지 않는다>에 출연했고 2016년에 아카데미상 후보에 오른 단편 영화 <테제베 여인>을 끝으로 영화를 더 이상 하지 않는다고 선언했다.
제인 버킨은 1970년대부터 주로 프랑스에서 거주해 왔으며 첫 번째 남편 존 배리와의 사이에 사진가인 딸 케이트 배리가 있고 세르주 갱스부르 사이에서 배우이자 가수인 딸 샤를로트 갱스부르, 그리고 자크 두아용 사이에 가수인 딸 루 두아용이 있다. 배우와 음악가 외에도 버킨은 에르메스의 버킨 핸드백으로도 유명하다.

## 어린 시절
제인 맬러리 버킨(Jane Mallory Birkin)은 1946년 12월 14일에 런던에서 태어났다. 어머니인 주디 캠벨은 연극 활동을 주로 하는 영국 배우였고, 아버지 데이비드 버킨은 영국 해군 소령이자 2차 세계대전 당시 스파이로 활동했다. 오빠인 앤드류 버킨은 극작가이자 감독이다. 제인은 첼시에서 자라났고 당시 자신을 "수줍음 많은 영국 소녀"라고 묘사했다.
17살 때 작곡가인 존 배리를 만나 1965년 결혼하여 1967년 첫 번째 딸인 케이트를 낳았고 1968년 이혼한 이후 버킨은 런던의 부모 집으로 돌아와 영국과 로스앤젤레스에서 영화와 TV를 위한 배우 오디션을 보기 시작했다.

## 경력

### 초기 배우 경력
1960년대 "스윙잉 런던" 시기에 제인 버킨은 엑스트라로 1965년 영화 <더 낵... 앤드 하우 투 겟 잇>에 출연하며 배우의 길에 들어섰고 반체제 영화인 <욕망>(1966년)과 <칼레이도스코프>(1966년), 그리고 사이키델릭풍의 영화인 <원더월>(1968년), 에로틱 프랑스 스릴러인 <수영장>(1969년)에 나오며 점차 비중있는 역을 맡게 된다. 1969년 그녀는 영화 <슬로건>의 주연을 위한 오디션에 참가했다. 불어를 못했지만 그 역을 따냈고 세르주 갱스부르와 연기하며 또 함께 주제가인 <La Chanson de Slogan>을 불렀다. 이로서 이후 이어지는 갱스부르와의 다수의 협업이 시작된다. 영화 촬영 이후 버킨은 프랑스로 이주했다.

### 세르주 갱스부르와의 작업
1969년 세르주 갱스부르와 제인 버킨은 듀엣곡 <Je t'aime... moi non plus" (I love you ... me neither)>를 발표했다. 갱스부르는 원래 이 곡을 브리지트 바르도와 부르려고 썼었다. 이 곡은 노골적인 성적 내용으로 이탈리아, 스페인, 영국 라디오에서 금지곡이 되었다.

아마도 불어로 쓴 곡들 중 가장 아름다운 곡들이 나를 위해 쓰여졌다는 것은 매우 기분좋은 일이다. 하지만 그걸 소화할 재능이 내게 충분했나? 아마도 그렇지 못했을 것이다.

<Je t'aime>은 1969년 10월, 영국 차트 역사에 있어 새로운 기록을 만들어냈다. 같은 가수가 부른 같은 노래가 차트에 두 개 올라갔던 것이다. 두 곡의 유일한 차이점은 다른 음반 레이블에서 발매되었다는 것 뿐이었다. 원래는 폰타나 레이블에서 발매되었는데 논란으로 인해 발매를 철회하였고 이후 메이저 마이너 레이블을 통해 재발매되었다. 그런데 폰타나에서 나온 싱글은 아직도 상점에서 판매되는 가운데 메이저 마이너에서 싱글이 발매되자 차트에서 각각 3위와 16위를 차지하게 된 것이다. 또한 이 곡은 외국어로만 부른 곡 중에서 당시 역대 최고의 판매고를 올린 기록도 갖고 있다. 세르주 갱스부르의 1971년 앨범 《Histoire de Melody Nelson》 커버에 버킨은 롤리타 같은 주인공의 모습으로 사진을 촬영했다. 갱스부르의 뮤즈이자 협업자로서의 역할에 대해 그녀는 "아마도 불어로 쓴 곡들 중 가장 아름다운 곡들이 나를 위해 쓰여졌다는 것은 매우 기분좋은 일이다. 하지만 그걸 소화할 재능이 내게 충분했나? 아마도 그렇지 못했을 것이다"라고 소회하기도 했다.
1971-72년 잠시 배우 활동을 중단했다가 1973년 영화 <돈 쥬앙 73>에 브리지트 바르도의 연인 역할로 돌아왔다. 같은 해 공포 영화 <다크 플레이스>에 조연으로 크리스토퍼 리와 조앤 콜린스와 함께 출연했다. 그리고 1975년 갱스부르의 첫 번째 영화 작품인 <애욕>에 출연하여 성적 모호성에 대한 노골적인 묘사로 논란을 일으켜 영국 영화등급 분류 위원회로부터 상영 금지 처분을 받았다. 이 영화로 버킨은 세자르상 최우수 여배우 후보에 올랐다.

### 후기 활동과 음악

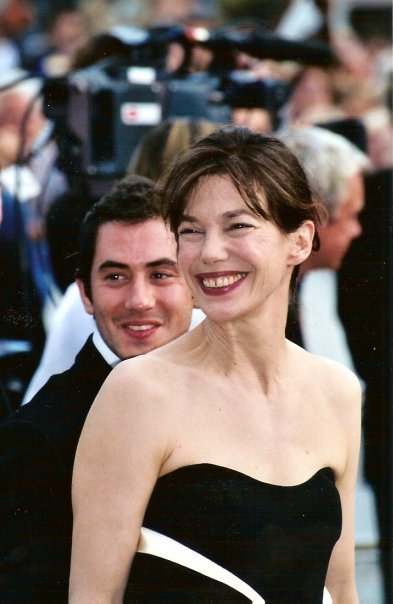
2001년 칸느 영화제에 참석한 제인 버킨

제인 버킨은 1978년 리 쿠퍼 진 광고 모델을 하였고 애거사 크리스티의 추리 소설을 영화화한 <나일 살인 사건>(1978년)과 <백주의 악마>(1982년)에 출연하고 <Baby Alone in Babylone>, <Amours des Feintes>, <Lolita Go Home>, <Rendez-vous>를 비롯한 몇 장의 앨범을 냈다. 1992년에는 빅투아르 드 라 뮤직에서 수여하는 이 해의 여성 아티스트상을 수상했다. 그리고 자크 두아용이 감독한 영화 <더 프라디걸 도터>(1981년)와 <해적>(1984년) 두 편에 출연하는데 이 중 <해적>으로 세자르상 후보에 올랐다. 이러한 활동은 파트리스 셰로의 초청으로 이어졌고 마리보의 연극 <La Fausse suivante> 주연으로 발탁되었다.
머천트 아이보리의 영화 <군인의 딸은 울지 않는다>(1998년)와 (이 영화에는 그녀의 곡 <Di Doo Dah>가 사용되었다) <메어시 닥터 레이>(2003년) 출연했다. 2003년 영화 <프렌치 아메리칸>에서는 갱스부르가 쓰고 버킨이 부른 <L'Anamour>가 엔딩곡으로 사용되었고 2006년에는 프랑스에서 필리페 칼바리오 감독의 영화 <일렉트라> 주연을 맡았다.

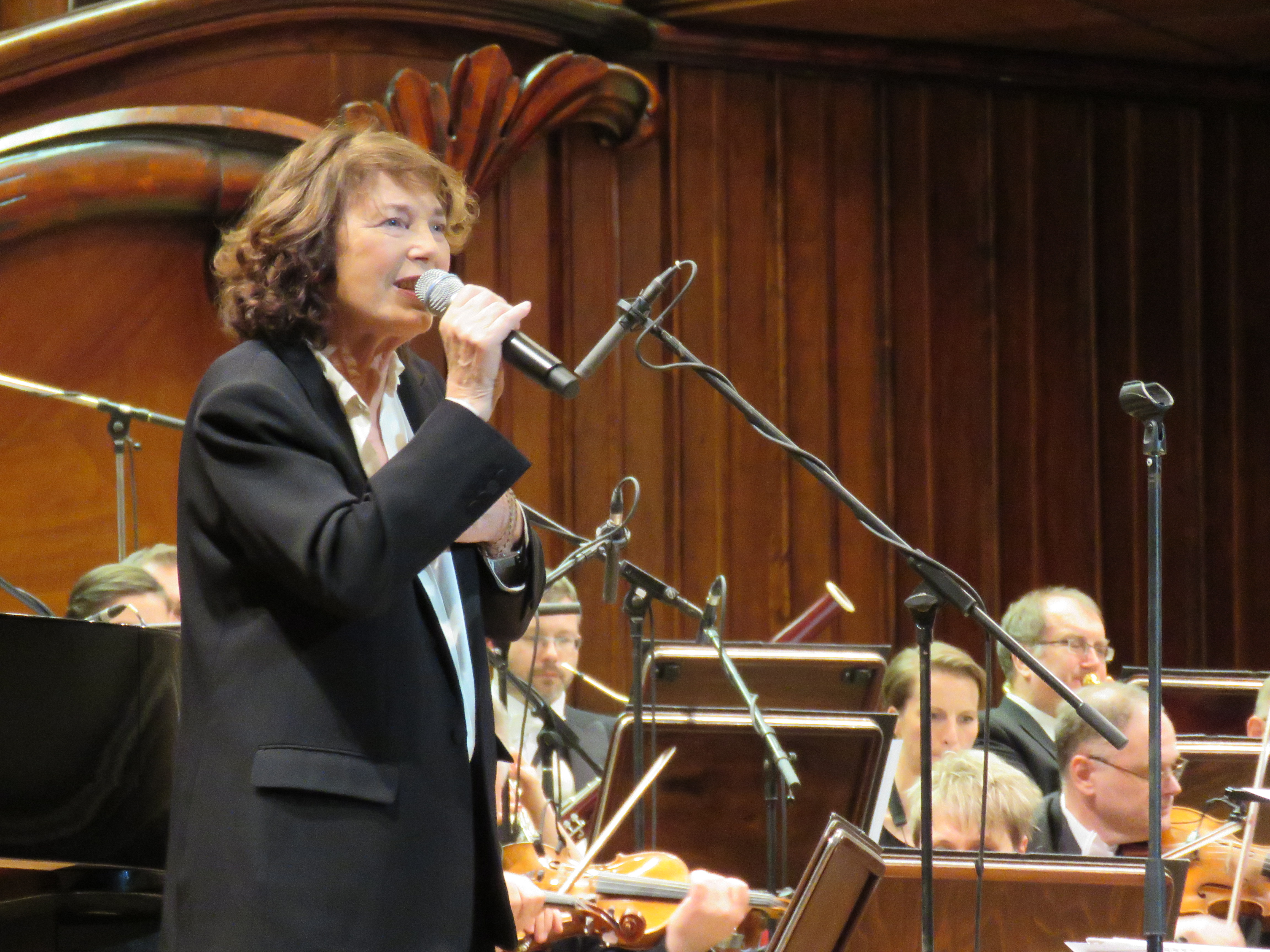
2017년 공연하는 제인 버킨

2002년에는 싱어송라이터인 배들리 드로운 보이의 앨범 《Have You Fed the Fish?》의 커버에 제인 버킨의 이미지가 담겼고 백보컬로 버킨의 딸 샤를로트 갱스부르가 참여했다. 2003년에는 프랑스 제작자인 엑토르 자주의 앨범 《Strong Currents》의 수록곡 <Beauty>를 불렀다. 2006년에는 자신의 앨범 《Fictions》를 내놓았고 2010년에는 브라질 가수인 세르지오 디아스와 듀엣 곡을 녹음하였고 이 곡은 디아스와 프랑스 밴드인 타히티 보이 앤 더 팜트리 패밀리의 앨범 《We Are the Lilies》에 담겼다. 이 앨범에는 이기 팝을 비롯한 다수의 아티스트들이 참여했다.
2016년 버킨은 사진 작가인 헤디 슬리만이 촬영한 이브 생 로랑 (브랜드)의 광고 시리즈 모델로 나왔는데  이 시리즈에는 매리앤 페이스풀, 코트니 러브, 조니 미첼 등 유명 여성 뮤지션들이 나왔었다. 같은 해 스위스 영화 감독 티모 폰 군텐의 단편 영화 <테제베 여인>에 주연으로 출연했고 이 영화는 아카데미상 후보에 올랐다. 2017년 인터뷰에서 버킨은 이 영화가 그녀의 마지막이라고 하며 다시 연기를 할 계획이 없다고 밝혔다.
세르주 갱스부르가 제인 버킨을 위해 쓴 곡들을 모아 오케스트라 반주로 새롭게 만든 앨범 《Birkin/Gainsbourg: Le Symphonique》가 2017년 3월 24일 발매되었다. 9월에는 브뤄셀에서 앨범 홍보를 위한 공연을 가졌다.

## 사생활
제인 버킨은 1965년 영국 작곡가로 다수의 제임스 본드 영화 음악으로 유명한 존 배리와 결혼했다. 둘은 배리가 그녀를 자신의 뮤지컬 <패션 플라워 호텔>에 캐스팅하면서 만나게 되었다. 딸 케이트 베리가 1967년 4월 8일에 태어났고 사진작가로 활동하던 딸은 2013년 12월 11일 사망했다. 이 둘의 결혼은 1968년 파경을 맞았다.

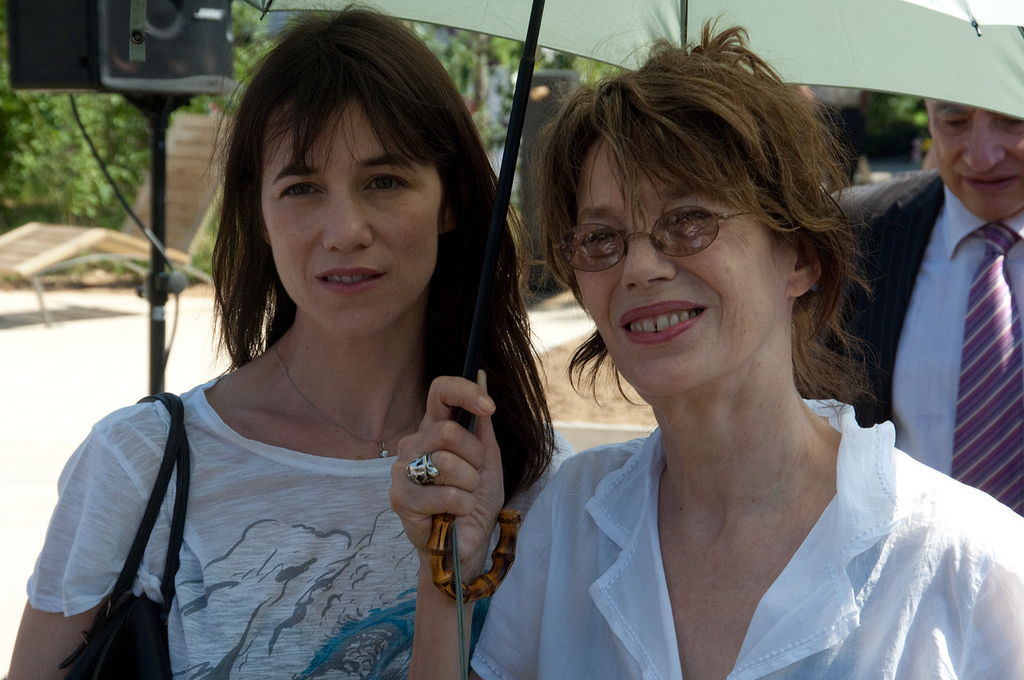
2010년 두 번째 딸인 샤를로트 갱스부르와 함께 한 제인 버킨

1968년 영화 <슬로건>을 촬영하며 만난 그녀의 멘토이자 연인인 세르주 갱스부르와는 12년 동안 함께 했는데 결혼은 하지 않았다. 1971년에 둘 사이에 딸 샤를로트 갱스부르가 있다. 둘은 1980년 결별했다.
이후 버킨은 영화감독 자크 두아용과 사귀었고 1982년 세 번째 딸 루 두아용을 낳았다. 이 둘은 1990년대에 헤어졌다. 2007년 옵저버지의 기사에 따르면 두아용은 1991년 사망한 "갱스부르를 향한 그녀의 비탄과 경쟁할 수 없었다"고 했다 한다. 두아용과 헤어진 이후 버킨은 혼자 살다가 프랑스 작가인 올리비에 롤랭과 사귀기도 했다.
버킨은 1960년대부터 파리에 거주하고 있다.
2021년 9월 6일, 며칠 전 스트로크가 왔으나 상태가 좋아졌다고 버킨의 가족이 밝혔다.

### 인권 활동
제인 버킨은 앰네스티를 통해 이민자 복지와 에이즈를 위한 활동을 했으며 보스니아, 르완다, 이스라엘을 방문하기도 했다.

## 수상 내역
2001년 제인 버킨은 대영 제국 훈장을 수상했고 프랑스 국가 공로훈장을 받았다. 1985년 오를레앙 영화제에서 <리브 올 페어>로 최우수 여배우상을 받았고 같은 해 베네치아 국제 영화제의 배심원단은 그녀의 <더스트>에서의 연기가 매우 훌륭하다고 평했으나 최우수 여배우상을 받지는 못했다. 영화 <더스트>는 은사자상을 받았다. 2018년에는 일본 욱일장을 받았다.

## 대중 문화 속의 제인 버킨

### 버킨백

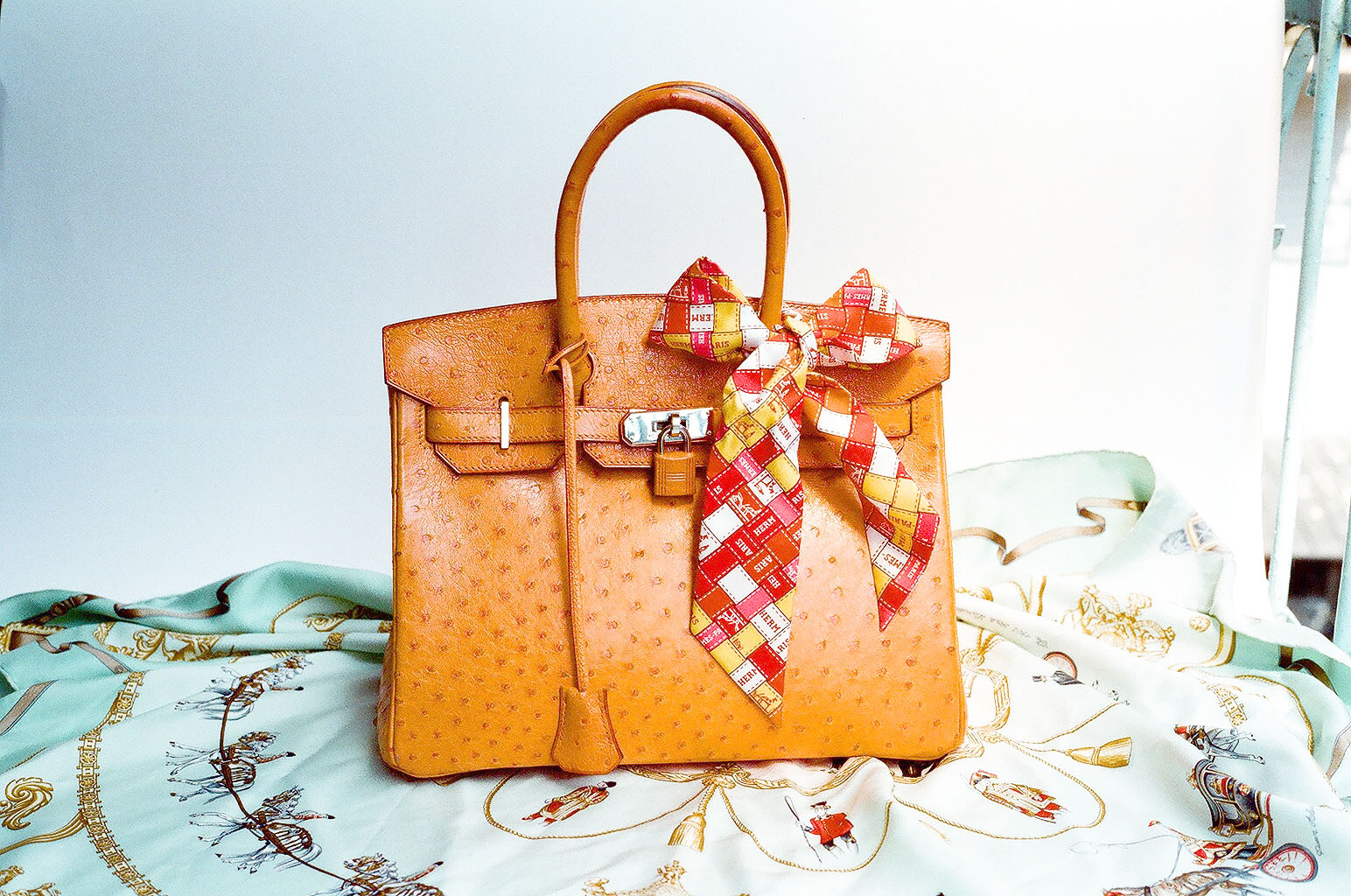
에르메스 버킨백

1983년 에르메스 사장 장 루이 뒤마는 파리에서 런던으로 가는 비행기 안에서 제인 버킨 옆에 앉게 되었다. 버킨은 위쪽 짐칸에 밀짚으로 만든 가방을 넣으려다가 내용물이 쏟아져 버렸고 뒤마에게 가죽으로 만든 마음에 드는 주말용 가방을 찾기가 어렵다는 얘기를 했다. 1984년에 뒤마는 그녀를 위해 부드러운 검은 가죽으로 만든 가방을 새로 만들었다. 1982년에 있었던 디자인을 수정하여 만든 이 가방이 바로 버킨백이다. 그녀는 이 가방이 나오자 처음에는 사용하다가 나중에 너무 무겁다며 마음을 바꾸었다. 1만에서 50만불까지 하는 버킨 백은 이후 일종의 지위를 표시하는 심볼이 되었다.
2015년 버킨은 에르메스 측에 자신의 제품에서 자신의 이름을 빼달라는 공개 서한을 보냈는데 가방을 만들기 위해 잔인한 방식으로 동물 가죽을 취하는 것에 대해 항의하며 "국제적인 표준에 맞는 더 나은 방식으로 바꾸기 전에는 버킨 크로코의 이름을 쓰지 말아달라"고 했다. 에르메스는 곧이어 이에 대하여 버킨이 만족할 만한 확인을 해주었다고 발표했다.

## 음반 목록

### 정규 음반
- 1969년: 《Jane Birkin - Serge Gainsbourg》
- 1973년: 《Di Doo Dah》
- 1975년: 《Lolita Go Home》
- 1978년: 《Ex-Fan des Sixties》
- 1983년: 《Baby Alone in Babylone》
- 1987년: 《Lost Song》
- 1990년: 《Amours des feintes》
- 1996년: 《Versions Jane》
- 1999년: 《À la légère》
- 2004년: 《Rendez-vous》
- 2006년: 《Fictions》
- 2008년: 《Enfants d'hiver》
- 2017년: 《Birkin/Gainsbourg: Le symphonique》
- 2020년: 《Oh! Pardon tu dormais…》

### 라이브 음반
- 1987년: 《Jane Birkin au Bataclan》
- 1992년: 《Integral au Casino de Paris》
- 1996년: 《Integral a l'Olympia》
- 2002년: 《Arabesque》
- 2009년: 《Au palace (live)》
- 2012년: 《Jane Birkin Sings Serge Gainsbourg via Japan》

## 출연 작품

### 영화
- 1965년: <더 낵... 앤드 하우 투 겟 잇> (단역)
- 1966년: <더 아이돌> (단역)
- 1966년: <칼레이도스코프> (단역)
- 1966년: <욕망> (단역)
- 1968년: <원더월>
- 1969년: <수영장>
- 1969년: <Les Chemins de Katmandou>
- 1969년: <슬로건>
- 1970년: <Trop petit mon ami>
- 1970년: <Cannabis>
- 1971년: <Devetnaest djevojaka i jedan mornar>
- 1971년: <Romance of a Horsethief>
- 1972년: <Trop jolies pour être honnêtes>
- 1973년: <Seven Deaths in the Cat's Eye>
- 1973년: <돈 쥬앙 73>
- 1973년: <은밀한 투영>
- 1973년: <Dark Places>
- 1973년: <Private Screening>
- 1974년: <러브 앳 더 탑>
- 1974년: <How to Do Well When You are a Jerk and a Crybaby>
- 1974년: <Serious as Pleasure>
- 1974년: <Bons baisers de Tarzan>
- 1974년: <삐에르의 외출>
- 1975년: <거위 사냥>
- 1975년: <Catherine et Compagnie>
- 1975년: <죽음의 4중주>
- 1976년: <Burnt by a Scalding Passion>
- 1976년: <애욕>
- 1977년: <스턴트맨>
- 1978년: <나일 살인사건>
- 1979년: <Au bout du bout du banc>
- 1979년: <멜랑콜리 베이비>
- 1979년: <La miel>
- 1980년: <여신의 늪>
- 1981년: <The Prodigal Daughter>
- 1981년: <Rends-moi la clé!>
- 1982년: <백주의 악마>
- 1982년: <Nestor Burma, Shock Detective>
- 1983년: <Circulez y a rien à voir!>
- 1983년: <L'ami de Vincent>
- 1983년: <지상의 사랑>
- 1984년: <Le garde du corps>
- 1984년: <라 파이렛>
- 1985년: <더스트>
- 1985년: <Between the Devil and the Deep Blue Sea>
- 1985년: <Le Neveu de Beethoven>
- 1985년: <Leave All Fair>
- 1985년: <La fausse suivante>
- 1986년: <내 인생의 여인>
- 1987년: <아무도 모르게>
- 1987년: <오른쪽에 주의하라>
- 1987년: <Comedy!>
- 1988년: <아녜스 V에 의한 제인>
- 1990년: <아버지 향수>
- 1990년: <L'ex-femme de ma vie>
- 1991년: <누드 모델>
- 1995년: <악마와 깊고 푸른 바다 사이에서>
- 1995년: <시몽 시네마의 101의 밤>
- 1997년: <우리들은 그 노래를 알고 있다>
- 1998년: <군인의 딸은 울지 않는다>
- 1999년: <The Last September>
- 2000년: <Cinderella>
- 2001년: <헬 오브 어 데이>
- 2002년: <메어시 닥터 레이>
- 2003년: <The Very Merry Widows>
- 2006년: <박싱즈>
- 2007년: <헤드 오브 맘>
- 2008년: <번커>
- 2009년: <작은 산 주변에서>
- 2010년: <델마, 루이스 에 샹탈>
- 2011년: <Crimson Winter>
- 2012년: <투와이스 본>
- 2012년: <이프 유 다이>
- 2012년: <다른 나라에서>
- 2013년: <누구의 딸도 아닌 해원>
- 2013년: <케도르세>
- 2013년: <Deadly Seasons: Blue Catacomb>
- 2016년: <후에버 워즈 유징 디스 베드>
- 2016년: <테제베 여인>
- 2021년: <제인 바이 샤를로뜨>

### TV
- 1965년: <Armchair Mystery Theatre>
- 1967-8년: <Armchair Theatre>
- 1988년: <Médecins des hommes>
- 1991년: <Red Fox>

## 같이 보기
- 버킨백
- 세르주 갱스부르